# Ramones Museum
Ramones Museum – muzeum poświęcone amerykańskiej grupie punkrockowej Ramones, znajdujące się w berlińskiej dzielnicy Kreuzberg w Niemczech. Mimo że większość członków zespołu związana była głównie z Nowym Jorkiem, to basista Dee Dee Ramone wychowywał się w Niemczech, głównie w Berlinie, dlatego wspomniane jest to w wielu piosenkach Ramones.

## Historia
Muzeum zostało otwarte w 2005 w Kreuzberg, w 2008 przeniesiono je do Mitte. W 2017 muzeum powróciło do dzielnicy Kreuzberg. Jest też ono okazjonalnie wykorzystywane jako sala koncertowa.
Od 2014 Ramones Museum zaczęło wydawać albumy muzyczne, pierwszym z nich był grupy Zatopek i Dee Cracks.

## Wnętrze
Muzeum składa się z dwóch części – w pierwszej jest kawiarnia i sklep z pamiątkami, w drugiej znajduje się wejście do muzeum. Wstęp kosztuje 7 euro.
Ramones Museum zawiera ponad tysiąc pamiątkowych przedmiotów pochodzących od samych członków grupy, takich jak ubrania, set listy, instrumenty i materiały promocyjne Ramones z lat 1975–1996. Wiele eksponatów uzbieranych przez założyciela muzeum, Flo Haylera, znajdowało się z początku w jego apartamencie.

## Koncerty
Pierwszym zespołem był Alkaline Trio, który wykonał swój akustyczny set w 2009. W tym samym roku wystąpił C.J. Ramone, stając się pierwszym z Ramones, który wystąpił w muzeum. Inne zespoły lub muzycy, którzy mieli tu swoje koncerty to m.in. Against Me!, Anti-Flag, Brian Fallon, Dave House, Dead To Me, The Flatliners, Franz Nicolay, Hop Along, Jet, Mikey Erg (który wydał swój darmowy set na bandcamp), The Riverboat Gamblers, Slingshot Dakota, Smoke or Fire, The Static Age, The Subways i Youth Brigade.

## Galeria

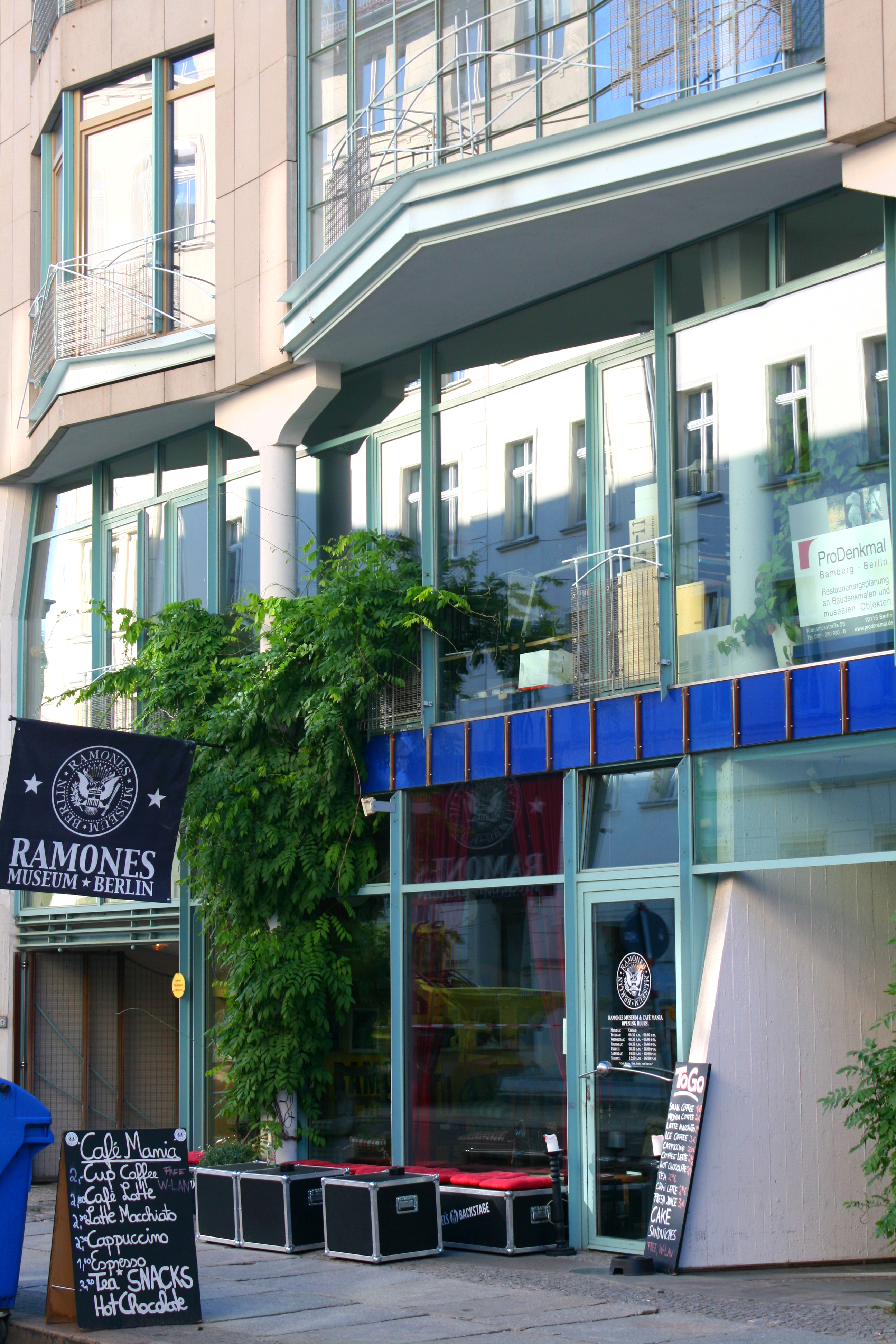
Wejście muzeum w ciągu dnia
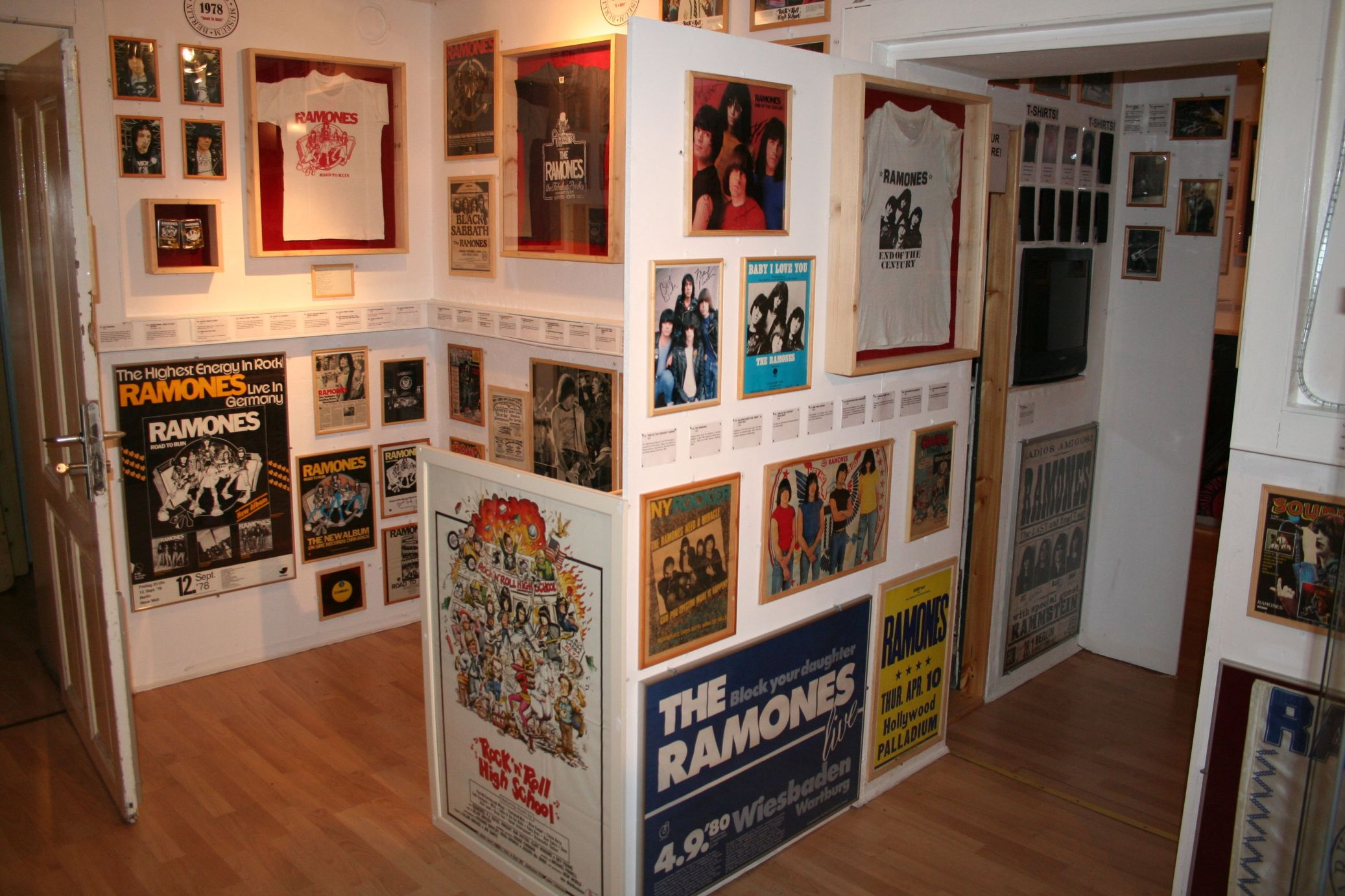
Wnętrze
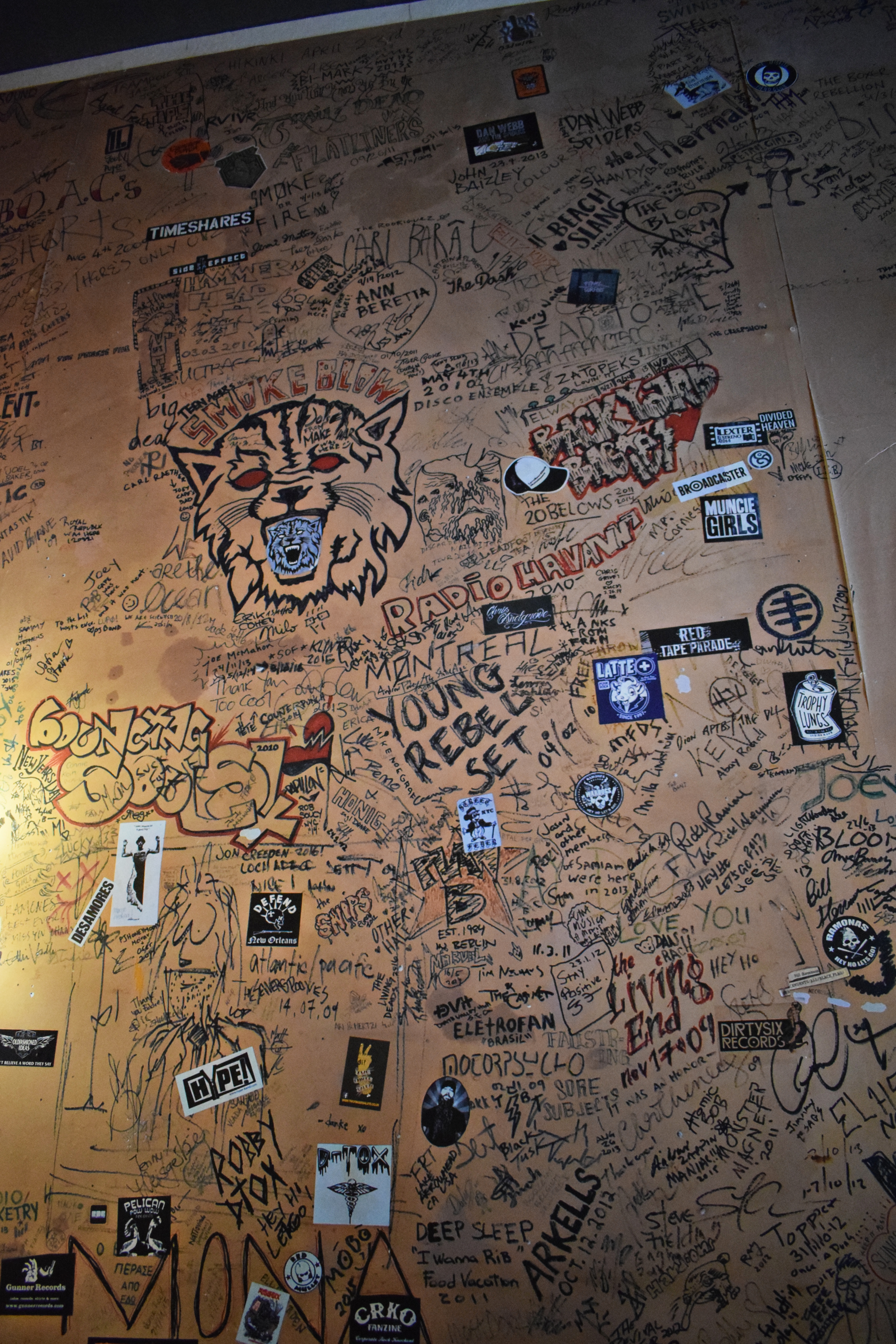
Ściana autografów znajdująca się wewnątrz